# Rhectosemia nomophiloides
Rhectosemia nomophiloides là một loài bướm đêm trong họ Crambidae.